# Ze Soares
Ze Soares, eigentlich José Soares da Silva Filho (* 27. Juli 1983 in Paulo Afonso), ist ein ehemaliger brasilianischer Fußballspieler. Seine Position war der Sturm.

## Karriere
Ze Soares begann seine Karriere 2000 bei SE Palmeiras in São Paulo. 2004 verließ er Palmeiras und spielte in den folgenden drei Jahren bei Luverdense, Esporte Clube São Bento, Sorocoba und Clube do Remo in unteren brasilianischen Spielklassen.
2007 wechselte er nach Bulgarien zu Lewski Sofia. In seiner ersten Saison wurde der Verein Vizemeister. 2008/09 konnte dann der Meistertitel gewonnen werden, zudem wurde der Supercup gewonnen.
Im Januar 2010 verließ der Brasilianer Lewski und wechselte in die Ukraine zu Metalurg Donezk. In der Saison 2009/10 kam er meist als Einwechselspieler zu Kurzeinsätzen. In der Spielzeit 2010/11 wurde er zur Stammkraft. In der Saison 2012/13 verlor er diesen Status wieder und blieb häufig auf der Ersatzbank. Im zweiten Halbjahr 2013 wurde er schließlich nicht mehr berücksichtigt und verließ den Verein Anfang 2014, um nach Brasilien zurückzukehren. Er schloss sich seinem früheren Klub Clube do Remo an. Ende 2016 beendete er seine Laufbahn.

## Erfolge
- Bulgarischer Meister 2009
- Bulgarischer Supercupsieger 2009